# Срацимирово
Срацимѝрово, наричано и Срацимир по името на обслужващата го железопътна гара, е село в Северозападна България. То се намира в Община Грамада, област Видин.

## География
Селото е разположено в Северозападна България. Закътано между 2 хълма и разделено на 2 махали – по-новата е до железопътната гара Срацимир.
Намира се на западния бряг на река Видбол, отстои на 22 км от гр. Кула. Населението на селото е българско, предимно застаряващо, състоящо се от 39 жители:
- жени от 18 до 58 г. – 3, над 58 г. – 21. Общо 24 жени.
- мъже от 18 до 63 г. – 4, над 63 г. – 11. Общо 15 мъже.

При преброяването на 1 февруари 2011 г. селото има 72 жители.

## История
В турско време е малко селище и често е нападано и ограбвано. Старото име на селото е Гол тупан, а по време на кампанията по преименувания на селища след 1934 година е преименувано на Срацимирово. През 1978 г. Срацимирово е отделено от община Дунавци и е присъединено към община Грамада.

## Население
Преброяване на населението през 2011 г.
Численост и дял на етническите групи според преброяването на населението през 2011 г.:
|                     | Численост | Дял (в %) |
| Общо                | 72        | 100,00    |
| Българи             | 72        | 100,00    |
| Турци               | 0         | 0,00      |
| Цигани              | 0         | 0,00      |
| Други               | 0         | 0,00      |
| Не се самоопределят | 0         | 0,00      |
| Неотговорили        | 0         | 0,00      |

## Икономика
Къщите в село Срацимирово са едноетажни, с гредоред, направени от измазан плет и покрити с обикновени керемиди.
Населението се занимава главно със земеделие и скотовъдство. Нивите са засети с пшеница и царевица.

## Забележителности
Днес през с. Срацимирово минава екопътека.